# Pselaptrichus cuspidatus
Pselaptrichus cuspidatus är en skalbaggsart som beskrevs av Schuster och Marsh 1956. Pselaptrichus cuspidatus ingår i släktet Pselaptrichus och familjen kortvingar. Inga underarter finns listade i Catalogue of Life.